# Ponte a Ema

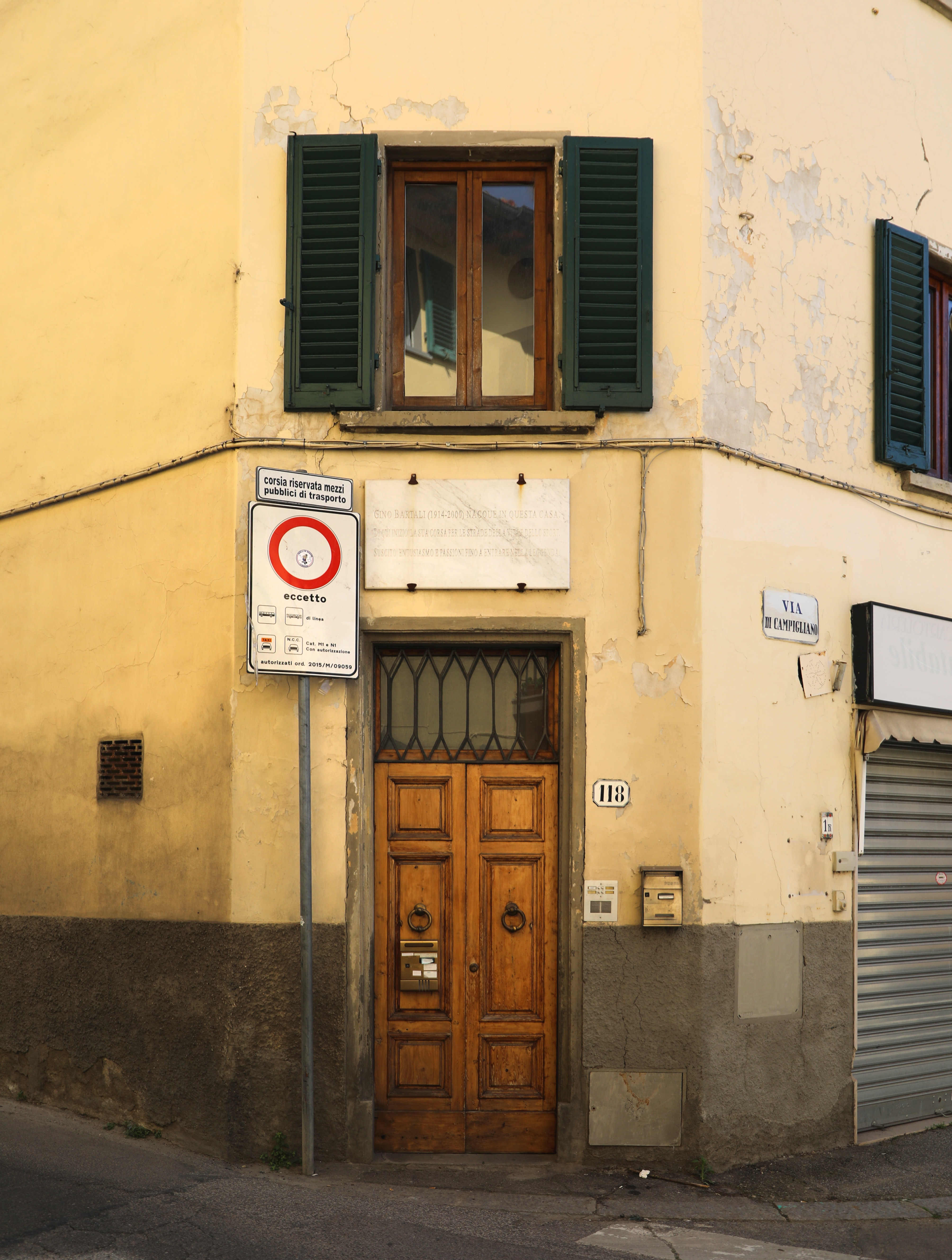
Maison natale de Gino Bartali à Ponte a Ema.

Ponte a Ema est une frazione conjointe à la commune de Bagno a Ripoli et à celle de Florence.

## Présentation
Le quartier est particulièrement connu pour être le lieu de naissance de Gino Bartali (et de son frère cadet Giulio). Un musée consacré à la vie du champion, le musée du cyclisme Gino Bartali (it), se trouve à Ponte a Ema.